# Фрич, Карл (метеоролог)
Карл Фрич (нем. Karl Fritsch; 16 августа 1812, Прага — 26 декабря 1879, Зальцбург) — австро-венгерский метеоролог.

## Биография
Карл Фрич родился 16 августа 1812 года в Праге. С 1833 по 1836 год изучал философию и право в университете родного города. Ещё в университетские годы начал интересоваться метеорологическими наблюдениями, а с 1834 года и фенологией. После успешного завершения образования получил место юриста-стажёра, но в конце 1838 года ушёл в отставку и со следующего года работал в магнито-метеорологической обсерватории в Пражском университете под руководством Карла Крейля.
С 1846 по 1848 год был ассистентом Крейля в геомагнитных и географических исследованиях территории Австрийской империи, сопровождал того в его многочисленных поездках. С июля 1851 года Крейль возглавил Центральную метеорологическую и магнитную станцию в Вене, Фрич же стал его заместителем (адъюнктом), став это же время известным своими фенологическими наблюдениями. В 1862 году стал помощником директора центральной метеорологической станции в Вене и занимал эту должность до 1872 года. В 1865 году стал одним из основателей Австрийского метеорологического общества, в работе которого принимал активное участие до 1872 года. После выхода в 1872 году на пенсию переехал в Зальцбург, стал во главе метеорологической обсерватории этого города и принялся за обработку фенологической части «Летописей центральной обсерватории». Результаты его исследований были опубликованы во многих периодических изданиях.